# TechNoir

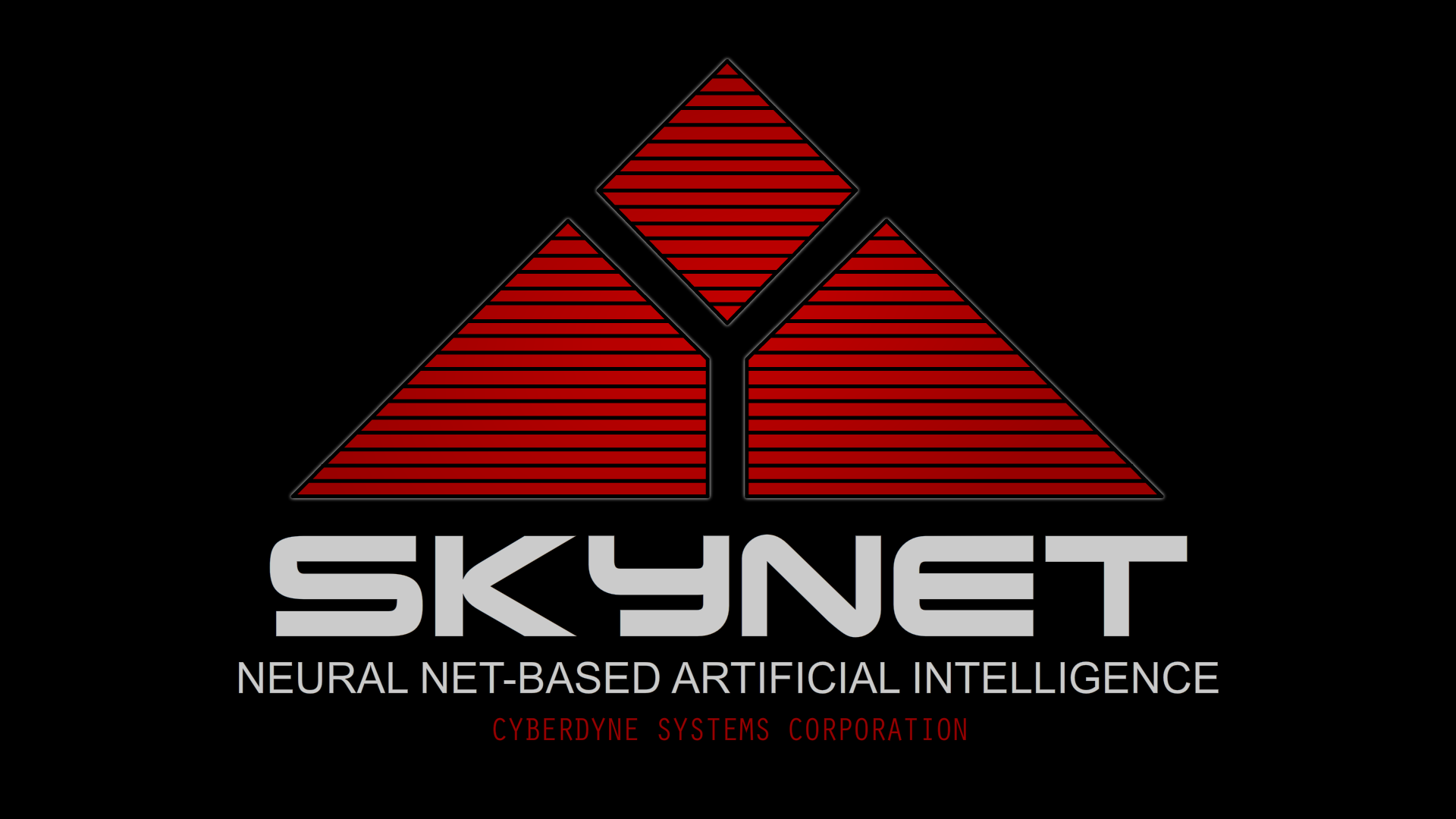
Logo du logiciel Skynet qui apparaît dans la saga Terminator : dans le premier volet (1984), James Cameron fait figurer un club de nuit appelé « TechNoir ».

La TechNoir (également écrite Tech-noir et connue sous les noms cybernoir, SF-noire et assimilée (souvent confondue) à la "science-fiction sombre / noir" appelée NeoNoir) est un sous-genre du cinéma de science-fiction, mélange de film noir et de science-fiction.
Exclusivement cinématographique, l'appellation désigne des spécificités que l'on peut habituellement retrouver dans les sous-genres généraux de la science-fiction (cyberpunk, anticipation, dystopie, utopie malsaine, SF militaire SF horrifique, etc.).
Le terme vient du film Terminator (1984) de James Cameron — dans lequel la boîte de nuit porte ce nom — et se définit via les thématiques de ce dernier. Ce sont des films dans lesquels la technologie est présentée comme une force néfaste, destructrice, dangereuse, à l'image de ses créateurs, habitée par le goût et le désir de destruction.
Cette représentation de la technologie comme une entité néfaste et dangereuse a évidemment évolué.
Le genre est relativement peu connu du public et, avec les années, ont été classées TechNoir bon nombre d'œuvres dystopiques où la machine (la technologie) n'est plus la partie dominante de l'univers et de ses mécaniques. Par exemple il n'est pas rare de voir des longs métrages comme Bienvenue à Gattaca (1997) de Andrew Niccol étiquetés à tort sous cette appellation. En effet, une définition propre au genre existe, et bien des films apparentés seulement par une dimension sombre ou noire se retrouvent classés sous cette dénomination sans répondre aux critères du genre.

## Définition
La TechNoir se décrit comme l'évolution des films de SF à l'ambiance sombre produits dans les années 1950-60.
À la différence ici que ce n'est plus seulement l'ambiance qui est sombre et malsaine, c'est la façon dont les évènements présentés à l'écran illustrent une probabilité, certes poussée à l'extrême, de ce que l'homme et sa folie des grandeurs peuvent engendrer.
Plus simplement, comment l'humanité dans une recherche perpétuelle d'évolution et de progrès technologique pourrait enfanter ce qui causerait sa perte.
Aussi le genre présente des spécificités le définissant, celles-ci sont des thématiques propres à d'autres style de SF mais réunies dans une même œuvre cinématographique elles désignent un film ou une série de TechNoir :
- Le danger ou l'ennemi est la technologie. C'est là la thématique la plus importante, elle définit presque à elle seule le genre et dénote un danger relativement réaliste même si le décor ne l'est pas toujours. L'évolution de la technologie (sous forme de machine la plupart du temps (androïde, biorobot, cyborg, etc.) est soit un danger pour l’être humain ou l’humanité, soit un danger altérant la réalité rendant les individus esclaves de la machine et ne discernant plus la vérité du simulacre mettant ainsi en danger l’équilibre de la civilisation.
- Une ambiance soit sombre et violente (Terminator (1984), RoboCop (1987) de Paul Verhoeven), soit froide et réaliste, dans des contextes de futurs (très) proches.
- La violence y est plus terre-à-terre, plus réaliste. Les coups de feu, le sang, les bagarres y sont le plus souvent représentés de façon claire. Les armes y ont presque toujours une place et l’action y est un ressort scénaristique comme visuel.
- Les premiers films du genre montraient une technologie très poussée, ne pouvant exister que dans un futur relativement lointain mais, avec l’évolution du genre, cette dernière peut apparaître comme étant l’avancée qui arrivera demain, comme dans la série  Black Mirror (2011-2019) de Charlie Brooker, exemple moderne du genre.

## Émergence et développement

### SF sombre, le point de départ
La science-fiction sombre / noire mélangeant les ambiances des films noirs à des histoires de SF est à l'origine de la TechNoir. Ces films remontant aux années 1950 pour les plus anciens ont eu une influence certaine sur l'évolution du visuel et de l'atmosphère que l'on retrouve dans ce genre.
Le titre  Alphaville (1965) de Jean-Luc Godard, polar à l'ancienne de science-fiction, est souvent cité comme étant le premier mélangeant les deux genres.
Il a ainsi lancé un mouvement qui a rendu la science-fiction de plus en plus malsaine à l'écran.
Les premiers essais découlant de cette influence dans les films de SF donneront une saveur plus violente, plus froide au style. Par exemple l'oppressant Soleil vert (1973) de Richard Fleischer ou encore le très violent  Rollerball (1975) de Norman Jewison amènent un ton nouveau, le film dystopique y prend un nouveau souffle et c'est cette nouvelle vision qui, dès le début des années 1980, va évoluer en cinéma TechNoir.

### Naissance de la TechNoir
Le mouvement va réellement apparaître en 1982 avec le film Blade Runner de Ridley Scott.
Visuellement novateur, chef de file du genre cyberpunk, l'œuvre adaptée du roman de Philip K. Dick marque le public par son esthétisme visionnaire, sa noirceur policière et la violence de ses machines tueuses.
La science-fiction hérite alors de deux nouveaux sous-genre, le cyberpunk qui va progressivement influencer les auteurs, les cinéastes, les développeurs, etc et du TechNoir, exclusivement cinématographique, qui inspirera bon nombre de réalisateurs.
Les années 1980 sont très marquées par Blade Runner, si le film en lui-même ne fut pas le succès attendu, il n'en est pas moins un pilier du cinéma de SF de cette décennie et très vite son impact se ressent.
Le terme apparaît alors en 1984, dans Terminator de James Cameron dont ce dernier reprend le nom de la boîte de nuit présente dans son film, TechNoir, pour qualifier son film. Il y ajoute une brève définition : « la technologie comme une force destructrice et dystopique qui menace chaque aspect de notre réalité ».
Dès lors, de nouvelles œuvres verront le jour, repoussant sans cesse le danger que représente la machine (notamment le robot, mais aussi l'électroménager, etc) quand on pousse son évolution à son paroxysme hypothétique,.
Le sous-genre va dès lors apparaître comme une extension du cinéma de SF noire, en effet, il s'agit d'une sous-catégorie de ce dernier, le terme de tech-noir commençant alors à être rapidement utilisé à tort pour qualifier tous les films de science-fiction reprenant les codes du film noir, (mélange appelé NeoNoir), ne tenant bien souvent aucunement compte du fait que la TechNoir se définit principalement par le danger représenté par l'évolution technologique et non par une dystopie froide ou des thématiques politiques.
La liste de films purement TechNoir est donc plus courte que celle que l'on retient généralement.
Parmi les films parus dans la continuité des 80's on peut tout de même citer RoboCop (1987) et Total Recall (1990) de Paul Verhoeven, Maximum Overdrive (1986) de Stephen King ou encore La Mouche (1986) de David Cronenberg.

### Continuité et pérennité
Le cinéma de science-fiction continue à se développer et c'est dans les années 1990 que le terme TechNoir va vraiment être confondu avec le NeoNoir (films et séries de SF reprenant les codes du film noir).
Mais le style en lui-même existe pourtant toujours.
Même si avec les années, il restera plutôt confidentiel ou confondu avec d'autres sous-genres, il continue de marquer les générations.
Matrix (1999) des Wachowski où la machine dangereuse et impitoyable devient notre société entière, est le film qui deviendra la référence du genre et provoquera un véritable engouement, tant dans la culture pop que dans les cultures internet et complotistes.
Avec Matrix le genre atteint son apogée tant critique que scénaristique.
Intimiste, le genre perdure tout de même discrètement. Les suites de Matrix ou de Terminator, eXistenZ (1999) de David Cronenberg, À l'aube du sixième jour (2000) de Roger Spottiswoode, I, Robot (2004) d' Alex Proyas ou plus récemment la série Black Mirror sont des exemples de la continuité du genre, même si le danger de la technologie est de moins en moins représenté dans les productions des années post-2010.
En effet, on assiste à un retour du NeoNoir avec des dystopies, du cyberpunk, etc. Mais le nouveau danger de ces films est le système, la société, le consumérisme, etc. Ainsi, même s'il n'est pas rare de les voir estampillés TechNoir, le genre en lui-même tel qu'il a été défini à l'origine n'est plus énormément représenté.